# Hakkı Keskin
Hakkı Keskin (Maçka, 1943. február 12. –) török-német politikus és egyetemi tanár. Ő volt az első török származású személy, aki egy német (a hamburgi) parlament tagja lett.